# Rabin Gangadin
Rabin Gangadin (Paramaribo, 19 augustus 1956) is een Nederlands-Surinaams dichter en prozaschrijver van Hindoestaanse afkomst. Zijn werk is deel van de Surinaamse literatuur.

## Carrière
Voor een ingenieursopleiding vertrok Gangadin in 1974 naar Nederland. Een literair debuut volgde in 1981 toen hij debuteerde met proza en poëzie in Avenue Literair en met acht gedichten in De Gids. In 1983 richtte hij de stichting Multi Literair & Polemisch Centrum op, dat een aantal literaire manifestaties organiseerde. Er verschenen ook literaire kritieken van de hand van Rabin Gangadin in Nederlandse media. Zijn recensies smeedde hij aaneen tot De Surinaamse literatuur (1986).
De jaren erna publiceerde hij creatief werk in verschillende literaire tijdschriften, en publiceert hij columns. Ook verschenen er enkele kritische opiniestukken van Gangadin op internet.

### Ontvangst
Gangadins poëzie werd gematigd positief onthaald. Het is direct, grillig, zonder herkenbare Surinaamse elementen. Hard, benig en rechtstreeks, volgens Elsevier Weekblad waar hij recensent werd. Zijn proza werd echter sterk negatief beoordeeld en werd door sommige critici oppervlakkig en rancuneus gevonden.

## Conflict met criticus
In het door hoogleraar West-Indische Letteren Michiel van Kempen geschreven boek Een geschiedenis van de Surinaamse literatuur wordt Gangadin van pesten, en van plagiaat beschuldigd: hij zou zowel uit het werk van Jeroen Brouwers als de literatuurcriticus Wim Rutgers grote passages hebben overgenomen. Over het boek Landgenoten schrijft Van Kempen onder meer dat twee personen in het boek, de verteller en de hoofdpersoon, boosaardig commentaar geven op hun landgenoten. Van Kempen plaatst Gangadin daarmee in een "vomatie-traditie".
Een gerechtelijke procedure volgde en daarna een hoger beroep door Gangadin. Gangadin spande een proces aan tegen Van Kempen vanwege een beschrijving in het boek Een geschiedenis van de Surinaamse literatuur waarin Gangadin ervan beschuldigd wordt ten onrechte academische titels te hebben gevoerd. Gangadin betwistte deze beschuldiging. Gangadin verloor de rechtszaak - na verschillende procedures in de periode 2010-2013 - bij de uitspraak van 13 augustus 2013. Van Kempen werd vrijgesproken met onder andere een referentie naar de vrijheid van meningsuiting. Eind 2018 probeerde Gangadin langs gerechtelijke weg Google ertoe te bewegen berichten over hem te verwijderen. De rechter wees de eis af. In 2021 werd ook het hoger beroep afgewezen.